# Шилов Афанасій Митрофанович
Афанасій Митрофанович Шилов (1892–1954) — радянський військовий діяч, генерал-лейтенант інтендантської служби.

## Біографія
Народився у 1892 році. Брав участь у Першій світовій та Громадянській війнах.
Служив в Червоній армії. 4 червня 1940 року постановою РНК СРСР № 945 йому присвоєне військове звання генерал-майора інтенданської служби. У 1941 році — начальник інтендантського управління ПрибОВО.

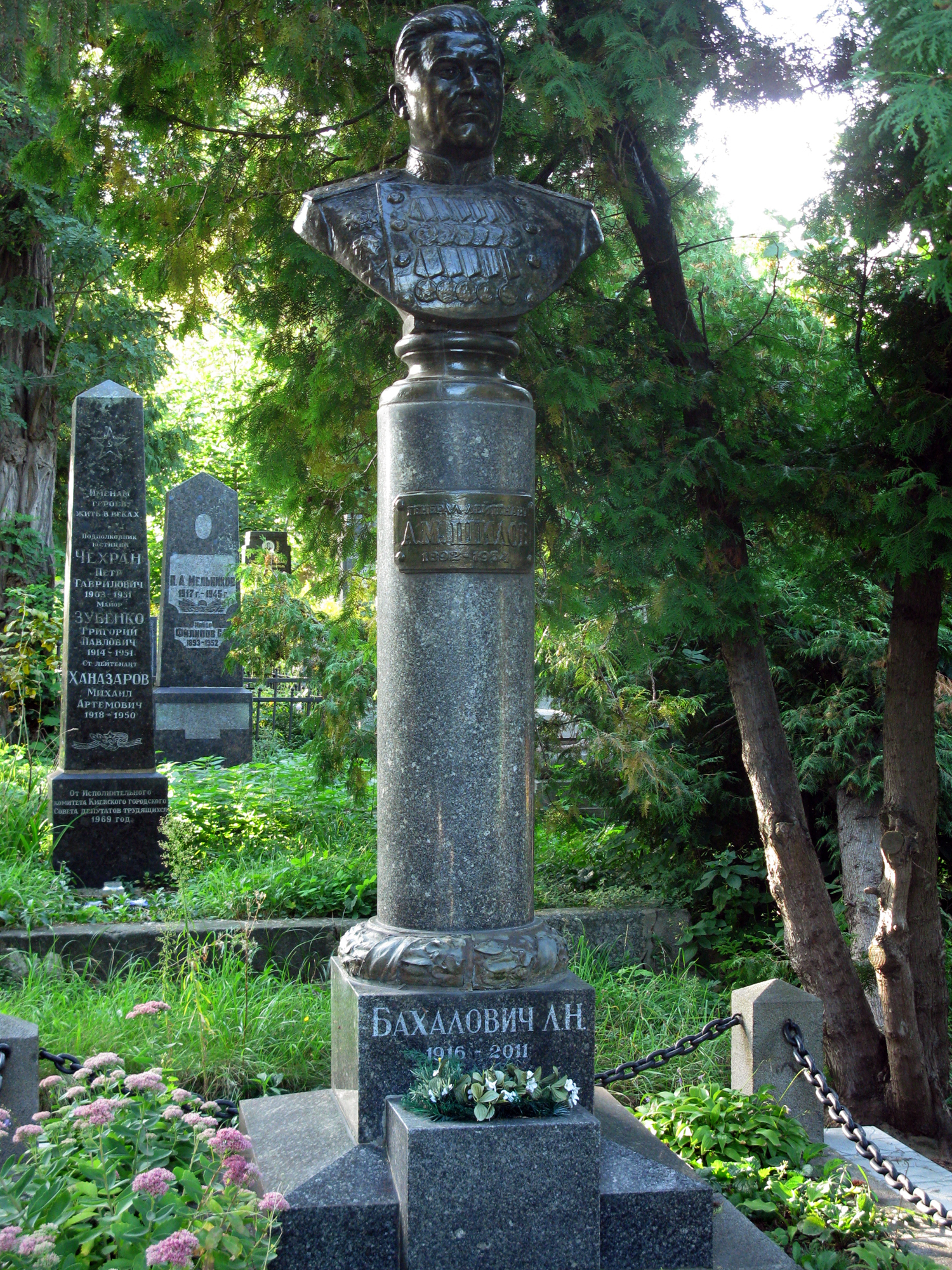
Могила А. М. Шилова

Під час німецько-радянської війни — заступник начальника тилу Ленінградського фронту. Одночасно виконував обов'язки уповноваженого Військової ради фронту, який відповідав за забезпечення функціонування підвезення до обложеного Ленінграда продовольства і інших матеріально-технічних засобів, а в наступний період блокади виконував і обов'язки начальника Військово-автомобільної дороги (ВАД-101), названої згодом «Дорогою життя».
Після зняття блокади — начальник оперативної групи тилу Ленінградського фронту. З 5 жовтня 1944 року генерал-лейтенант інтенданської служби.
Помер у 1954 році. Похований в Києві на Лук'янівському військовому кладовищі.